# Чугуївський повіт
Чугуївський повіт — адміністративно-територіальна одиниця Бєлгородської губернії та Харківського намісництва (1780—1797) Російської імперії. Адміністративним центром було місто Чугуїв.

## Географія

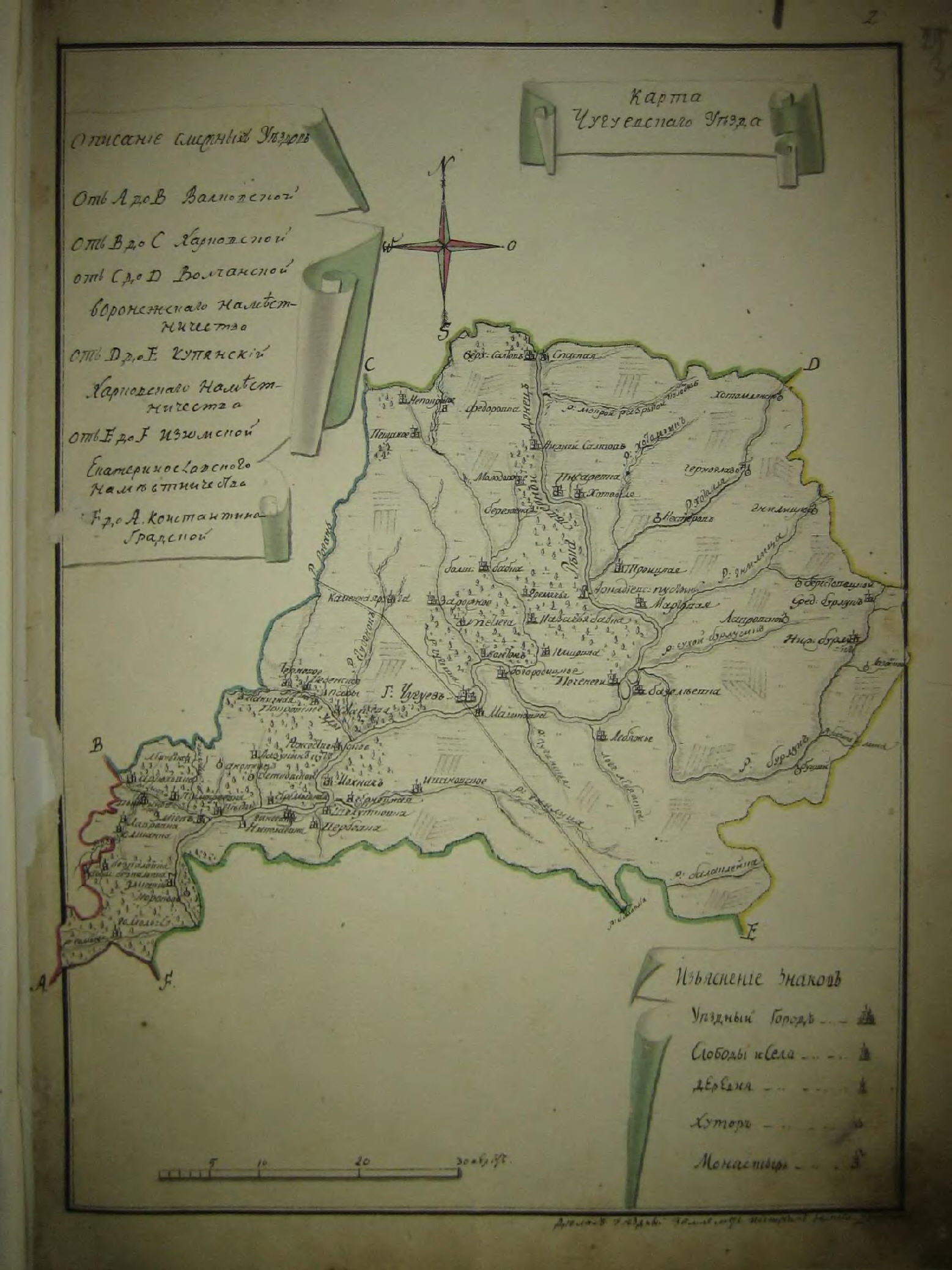
Мапа Чугуївського повіту Харківського намісництва в 1787 році

### Розташування
Чугуївський повіт межував з Харківським, Вовчанським та Ізюмськими повітами Харківського намісництва. Також на півдні межує з Катеринославським намісництвом. А на сході з Воронізьким намісництвом.

### Річки
Найбільшою річкою у повіті є Сіверський Донець, який бере початок у Бєлгородському повіті Курського намісництва, протікає по Катеринославському намісництву та впадає в річку Дон. В Сіверський Донець впадають, з лівої сторони річки: Бабка, Уда, Мжа; з правої сторони: Хотімля, Бурлук, Гнилиця.

## Історія

Уривок з мапи Чугуївського повіту. Кінець XVIII століття

У 1639 році зі складу Белгороского повіту був виділений Чугуївський повіт з центром в Чугуєві. З півночі повіт межував з Бєлгородським повітом а з півдня з Малою Ногайської Ордою.
При створенні Харківського намісництва до його складу ввійшов Чугуївський повіт (разом з Бєлгородським, Корочанським, Салтівським, Хотмижським, Вільнівським, Суджанським та Путивльським повітами) розформованої Бєлгородської губернії.
У 1797 році повіт було розформовано, зокрема місто Чугуїв стало позаштатним містом новоутвореного Зміївського повіту.

## Населення
Станом на 1787 рік у повіті налічувалося 94 поселень. Мешканців було 28 366 душ, чоловічої статі, та 28 379 жінок. Всього у Чугуєві, та повіті кількість мешканців налічувало 59 758 душ.

## Керівники повіту

### Повітові маршалки шляхти
| Прізвище, ім'я, по батькові | Титул, чин | Роки знаходження на посаді |
| --------------------------- | ---------- | -------------------------- |
| Зарудний Іван Іванович      | майор      | 1780—1783                  |
| Зарудний Іван Іванович      | майор      | 1783—1786                  |
| Зарудний Іван Іванович      | майор      | 1786—1789                  |
| Шидловський Іван Васильович | майор      | 1789—1792                  |
| Шидловський Іван Васильович | майор      | 1792—1795                  |
| Ковалевський Іван Іванович  | капітан    | 1795—1797                  |